# Wentworth
Wentworth es un pueblo ubicado en el condado de Rockingham en el estado estadounidense de Carolina del Norte. Es sede del condado de Rockingham. La localidad en el año 2000, tenía una población de 2779 habitantes en una superficie de 37.2 km², con una densidad poblacional de 75 personas por km².

## Geografía
Wentworth se encuentra ubicado en las coordenadas 36°24′6″N 79°44′37″O / 36.40167, -79.74361. Según la Oficina del Censo, la localidad tiene un área total de 37,2 km² (14,4 mi²), de la cual 37 km² (14,3 mi²) es tierra y 0,2 km² (0,1 mi²) (0.49 %) es agua.

### Localidades adyacentes
El siguiente diagrama muestra a las localidades en un radio de 24 kilómetros (14,9 mi) de Wentworth.

## Demografía
En el 2000 la renta per cápita promedia del hogar era de 39 083 $, y el ingreso promedio para una familia era de 45 865 $. El ingreso per cápita para la localidad era de 18 071 $. En 2000 los hombres tenían un ingreso per cápita de 31 515 $ contra 23 116 $ para las mujeres. Alrededor del 4.50 % de la población estaba bajo el umbral de pobreza nacional.